# Phyllis Curtin
Phyllis Curtin, z domu Smith (ur. 3 grudnia 1921 w Clarksburg w stanie Wirginia Zachodnia, zm. 5 czerwca 2016 w Great Barrington w stanie Massachusetts) – amerykańska śpiewaczka operowa, sopran.

## Życiorys
Studiowała w Wellesley College, w 1943 roku uzyskując stopień Bachelor of Arts. Śpiewu uczyła się u Olgi Avierino, Josepha Regnaeasa i Borisa Goldovsky’ego. Debiutowała w 1946 roku w Bostonie z New England Opera Company, wykonując partię Lizy w Damie pikowej Piotra Czajkowskiego. Od 1953 roku związana była z New York City Opera w Nowym Jorku, gdzie występowała głównie w repertuarze współczesnym. Wystąpiła tam w prapremierowych przedstawieniach oper Carlisle’a Floyda Wuthering Heights (1958, w roli Cathy) i Susannah (1955, w roli tytułowej). Brała też udział w amerykańskich premierach oper Peter Grimes Benjamina Brittena (w roli Ellen), Troilus and Cressida Williama Waltona (w roli Kresydy), Les Mamelles de Tirésias Francisa Poulenka (w roli Teresy) i Der Prozess Gottfrieda von Einema (w roli Lennie).
Występowała gościnnie w Teatro Colón w Buenos Aires (1959) na festiwalu operowym w Glyndebourne (1959) w Operze Wiedeńskiej (1960–1961) i mediolańskiej La Scali (1962). W 1960 roku wystąpiła w roli Fiordiligi w telewizyjnej realizacji Così fan tutte, rok później debiutowała tą rolą na scenie nowojorskiej Metropolitan Opera. W 1984 roku zakończyła karierę sceniczną.
W latach 1974–1983 wykładała w szkole muzycznej przy Yale University. Od 1983 do 1992 roku była wykładowcą i dziekanem wydziału sztuki Boston University.